# Neoconocephalus paravicinus
Neoconocephalus paravicinus är en insektsart som beskrevs av Piza Jr. 1973. Neoconocephalus paravicinus ingår i släktet Neoconocephalus och familjen vårtbitare. Inga underarter finns listade i Catalogue of Life.